# Nymphister monotonus
Nymphister monotonus är en skalbaggsart som först beskrevs av August Reichensperger 1938.  Nymphister monotonus ingår i släktet Nymphister och familjen stumpbaggar. Inga underarter finns listade i Catalogue of Life.